# 和田真久留
和田 真久留（わだ まくる、1991年3月2日 - ）は、神奈川県出身の競輪選手。日本競輪選手会神奈川支部所属、ホームバンクは平塚競輪場。日本競輪学校（当時。以下、競輪学校）第99期生。師匠は渡邊秀明（68期）。

## 来歴
神奈川県立横浜桜陽高等学校時代、自転車部がないため、高校生でありながら実業団登録選手となった。その後、自ら懇願して自転車部を創部したが、部員は当人だけしかいなかった。2008年、全国高等学校総合体育大会自転車競技大会（大宮競輪場）の1㎞タイムトライアルで優勝。アジア自転車競技選手権大会のジュニア部門では、スプリントで2位に入った。
その後、競輪学校に入校。在校競走成績は18位（18勝）。
2011年1月1日、ホームバンクの平塚競輪場でデビューし2着。初勝利は同年1月2日の同場。
2013年、第33回アジア自転車競技選手権大会（ニューデリー）のチームスプリントで3位に貢献。
2016年4月、UCI承認トラックチーム「Dream Seeker」に、発足メンバーとして参加（代表は新田祐大）。
2018年まで日本自転車競技連盟からトラックレース短距離男子エリート強化指定選手として指定されていた。
2019年2月、第34回読売新聞社杯全日本選抜競輪（別府競輪場）でGI初優出。